# 尼子義久
尼子 義久（あまご よしひさ）は、戦国時代から江戸時代前期にかけての大名、武将。尼子晴久の嫡男。

## 生涯

### 生い立ち
天文9年（1540年）、出雲国の戦国大名・尼子晴久の次男として生まれる。弟に倫久・秀久がいた。幼名は三郎四郎、のち室町幕府13代将軍・足利義輝より偏諱（足利将軍家の通字である｢義｣の字）の授与を受けて、義久と名乗る。なお一説によれば、播磨国赤穂の尼子山城にて一時城代を任されていたというが、詳細は不明。

### 家督相続
永禄3年（1560年）12月、父・晴久の急死により家督を継ぐ。未だ毛利氏との石見大森銀山を巡る争いが終結していなかった中での晴久の急死であったため、尼子家臣団の動揺もあって月山富田城内に密葬することとなる。また、新宮党粛清による有力な親族衆が殆どいない状態で当主を継承するといった状態であり、更には尼子氏から追放・粛清処分を受けるなど抑圧されてきた国人衆の不満が一挙に噴出し始めていた。
その後、毛利氏は晴久が急死したことを察知し、再び石見国への侵攻を開始する。これに対して義久は、父の採っていた毛利氏との石見銀山を巡る対決路線を変更し、室町幕府の仲介により和平をすすめようとしたが、毛利元就はこれを利用して逆に尼子氏の攻略を画策し、和平の条件として石見国への不干渉を申し入れた（雲芸和議）。この条件を義久が了承したため、元就の狙いどおり尼子氏を頼みに毛利氏への反乱を起こしていた福屋氏が孤立し、また福屋氏へ軍事援助を行おうとしていた本城常光、牛尾久清、多胡辰敬らの石見に駐屯していた尼子家臣や温泉英永など尼子方の国人も不利な立場に立たされることとなった。この行動が尼子勢力の崩壊に繋がっていく。一方で、当時の九州大大名であった大友宗麟と同盟関係を結び、毛利氏の軍事力を二方面（大友氏に周防国への侵攻を促すなど）に分散させている。
永禄5年（1562年）6月、本城常光が毛利氏へ寝返ると、温泉英永、牛尾久清は出雲へと退却し、雲石国境の刺賀岩山城は毛利氏の攻撃により落城して城主・多胡辰敬が自刃した。また赤穴氏や三沢氏などの西出雲の有力国人衆は雪崩を打って毛利方へと転じた。この情勢を契機として元就は出雲へ侵攻を開始し、永禄6年（1563年）8月には松田氏が守備する白鹿城が毛利軍によって落城し、熊野城も抵抗虚しく陥落した。この出雲侵攻において、尼子十旗を守備する赤穴氏・三沢氏・三刀屋氏などの国人衆が殆ど戦わずして開城したのに対し、一部の国衆は元就に対して頑強に抵抗している。これは父・晴久の影響力や中央集権化が未だ完了していなかったことの証左であり、尼子内部に生じていた内紛や不満によって国人衆をまとめることが出来なかったことも示している。
永禄7年（1564年）には伯耆江美城の落城により、尼子氏の糧道がほぼ押さえられ、尼子方の美作江見氏・美作三浦氏家臣の牧氏・後藤氏とも容易に連絡が取れる状況ではなくなり、事実上月山富田城は孤立してしまう。
永禄8年（1565年）4月以降、遂に月山富田城が毛利軍に包囲された（第二次月山富田城の戦い）。毛利軍は富田城へ総攻撃を開始したが、城の守りは堅く城兵の士気も旺盛で、損害ばかりが増えたため攻撃を中止し兵糧攻めに切り替えた。富田城内では次第に兵糧が欠乏し、士気が衰えるなか尼子氏累代の重臣の亀井氏・河本氏・佐世氏・湯氏・牛尾氏が毛利軍に降伏する。さらに永禄9年（1566年）1月に義久が宇山久兼（宇山飛騨守と思われる）を謀反の疑いにより誅殺するなど、城内は混乱の極みとなった。
11月28日、義久は月山富田城を開城を決意する。元就に降伏する旨を伝えると、元就は三男・小早川隆景、次男・吉川元春の順に義久の身柄を安堵すると記した血判を送り、これにより月山富田城は開城した。富田城が陥落したことにより、出雲国内で抵抗していた尼子十旗の城将達も、次々に毛利氏に下った。元就は義久とその弟たちの自決を認めず、助命と安芸在住を降服の条件としてこれを受け入れさせており、元就の儒の道に根ざした人道主義が端的に表れているといえる。その後は安芸円明寺に幽閉されている。これによって、大名としての尼子氏は滅亡した。

### 晩年
その後、義久は天正17年（1589年）に元就の孫の毛利輝元より毛利氏の客分として遇され、安芸国志道に居館を与えられた。
慶長元年（1596年）、長門国阿武郡嘉年の五穀禅寺(現・極楽寺)において剃髪、出家して友林と号した。
慶長15年（1610年）8月28日、長門国阿武郡奈古で死去した。享年71。毛利家の意向により、甥（弟・倫久の長男）の尼子元知が養嗣子という形で尼子氏を継いだ。一説によれば、義久には実子見明知広(義胤)という伝えられ、その子孫である見明昭氏は出雲尼子一族会にて由緒を認められて名誉会長を務めている。

## 尼子家臣の末路
上記のように、出雲から追放された国人衆の多くは毛利氏が尼子氏を滅ぼしたことにより本領への復帰という宿願を達成した。しかし、逆に尼子氏に仕えていた者たちの中には義久幽閉先に同行した宇山誠明・本田家吉等の直臣を除けば所領や地位を剥奪され流浪の生活を強いられることになった。
これに対して尼子下部に属していた家臣団の本領復帰の近道は尼子氏の復権というものになった。この中に居たのが立原久綱・秋上宗信・山中幸盛等の比較的地位の低かった家臣や重臣の庶子達であった。彼らの生活基盤となるものを保障をしていた尼子氏の復権を狙ったものが尼子勝久を担いだ形となる再興軍であった。

## 人物
- 雲芸和議を結ぶなどの失策もあるが、大友氏と結ぶ等して毛利氏に対抗しており、決して外交能力が劣っていたわけではない。
- 元就が彼の身柄を安堵する血判を送ったことからも、尼子氏は出雲国での求心力が健在であり、元就は義久を殺害するより人質として取る方が出雲統治が容易になると判断したようであるが、その後に尼子勝久率いる再興軍が出雲国に上陸すると、一部の国人が出雲・隠岐・伯耆・美作で毛利に反旗を翻したことからも、毛利氏の山陰統治は容易ではなかったようである。
- 父の代から継続して出雲国の経済要衝である宇竜港を通じて対明貿易を盛んに行っている。
- 毛利氏に降伏後は、尼子勝久や山中幸盛らのような大名家としての尼子再興運動は一切起こしていない。一方で、幽閉が解けた後は毛利氏の傘下として、その家名を幕末まで保っている。
- 尼子再興軍の尼子勝久は正当な出雲尼子氏当主ではなく、義久がその当時の正統な当主である。そして尼子氏の家督は養子の元知が継いでいる（後に名字を尼子から佐々木に戻している）。